# Бернадета Сеч
Бернадета Синтија Сеч (мађ. Szőcs Bernadette Cynthia, рум. Bernadette Cynthia Szőcs) је професионална стонотенисерка из Румуније. Сеч је мађарског порекла. Има старијег брата Хунора, који је такође стонотенисер.

## Каријера
Септембра 2011. отпутовала је у Аргентину на Светско првенство у јуниорској конкуренцији где је претекла Касуми Ишикаву и стигла на прво место у серији такмичења. У јулу 2012. била је 5. рангирана на ИТТФ јуниор скали.
Сеч је победила у појединачној конкуренцији у инаугурационој сезони Т2, победивши Фенг Тианвеиј у финалу. Бернадета је почела да игра стони тенис са 9 година за ТК Глорија из Бистрице у округу Бистрица-Насауд. Проглашена је за 68. почасну грађанку Бистрице 2018. године. Суспендована је 2017. године из аматерског стоног тениса и потписала је са ТКА Стеауа Букурешт 2019. године.
Сеч је играла за Дабанг Делхи ТТК у Ултимејт стоном тенису, стонотениској лиги у Индији.
У августу 2019. рангирана је као 14. у свету на ранг-листи Међународне стонотениске федерације и бр. 1 на ранг-листи Европске стонотениске уније, а у јулу на такмичењу Т2 Дајмонд, постала је први играч који је користио гуму стонотениског рекета у боји, розе боје.
У првом међународном мечу 2021. године, Сеч је изненадила и победила другог носиоца и 8. светску рангирану Женг И-Жинг у осмини финала ВТТ Контендер турнира у ВТТ Дохи.

## Титуле у синглу
| Година | Турнир                        | Финални противник | Резултат | Реф    |
| ------ | ----------------------------- | ----------------- | -------- | ------ |
| 2017   | ИТТФ Челинџ 2017. Бразил опен | Оедри Зариф       | 4 : 0    | [ 11 ] |
| 2018   | Куп 16 најбољих у Европи 2018 | Ли Ђи             | 4 : 1    | [ 12 ] |
| 2023   | Европске игре                 | Ксиаоксинг Јанг   | 4 : 3    | [ 13 ] |